# BMW Ljubljana Open 2002
Il BMW Ljubljana Open 2002 è stato un torneo di tennis facente parte della categoria ATP Challenger Series nell'ambito dell'ATP Challenger Series 2002. Il torneo si è giocato a Lubiana in Slovenia dal 6 al 12 maggio 2002 su campi in terra rossa.

## Vincitori

### Singolare
Arnaud Di Pasquale ha battuto in finale  Joan Balcells con il punteggio di 6–4, 6–3

### Doppio
Mariano Hood /  Edgardo Massa hanno battuto in finale  Luis Horna /  Sebastián Prieto con il punteggio di 7–5, 6–1